# Light and Darkness
Light and darkness è il quarto album in studio di Perseo Miranda, pubblicato nel 2006 dalla Lodger Records.
.

## Il disco
L'album è stato registrato lo stesso anno presso i Mediatech studios ,mentre la composizione della maggior parte dei brani è iniziata nel 2005.
Il sound del disco è un hard n'heavy dalle fortissime connotazioni dark e gotiche, dove traspaiono diverse fonti di influenza, che sembrano rintracciabili in artisti come Ozzy Osbourne, Steve Sylvester, Alice Cooper.

## Tracce
1. Light and Darkness
2. It's a Reality
3. Have fire with the fire
4. The choice of sin
5. The Power of the Silence
6. Where is the answer
7. The door are closed
8. My reason
9. The feast of the sun
10. Crucified
11. Relative conceptions
12. Positive or Negative